# Three Snakes and One Charm
| Recensione | Giudizio |
| ---------- | -------- |
| AllMusic   |          |

Three Snakes and One Charm è il quarto album in studio del gruppo musicale statunitense The Black Crowes, pubblicato dalla American Recordings nel 1996.

## Tracce
Testi e musiche di Chris Robinson e Rich Robinson.
1. Under a Mountain – 4:10
2. Good Friday – 3:51
3. Nebakanezer – 4:07
4. One Mirror Too Many – 3:34
5. Blackberry – 3:25
6. Girl from a Pawnshop – 6:17
7. (Only) Halfway to Everywhere – 3:59
8. Bring On, Bring On – 3:56
9. How Much for Your Wings? – 3:27
10. Let Me Share the Ride – 3:18
11. Better When You're Not Alone – 4:10
12. Evil Eye – 4:10

## Formazione
Gruppo
- Chris Robinson – voce
- Rich Robinson – chitarra
- Marc Ford – chitarra
- Johnny Colt – basso
- Steve Gorman – batteria
- Eddie Harsch – tastiere

Altri musicisti
- Dirty Dozen Brass Band – sezione fiati
- Rik Taylor – banjo
- Bruce Kaphan – pedal steel guitar
- Gary Cooper, Garry Shider, Barbara Mitchell, Erica Stewart – cori